# Castelpoggio
Castelpoggio (m 550 s.l.m.) è una frazione del Comune di Carrara. Antico borgo millenario situato sulle pendici delle Alpi Apuane, in posizione panoramica domina la piana di Luni ed è circondato da boschi pascoli e terrazzamenti. 
Lungo le stradine, spesso chiuse da portici si trovano effigie di santi e madonnine molto antiche e moderne. Nella parrocchia dedicata alla Natività di Maria Vergine, è conservato un pulpito marmoreo ed un alto rilievo raffigurante la Madonna con Bambino databile verso la metà del XVI secolo.
Un tempo, nella zona, veniva estratto un marmo colorato molto raro chiamato il "rosso di Castelpoggio".

## Posizione geografica

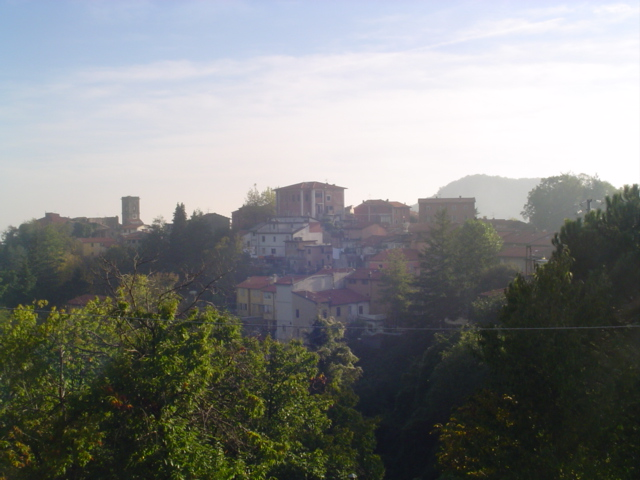
Il paese visto dalla località denominata "Dilcia"

Castelpoggio si trova ai confini del Parco naturale regionale delle Alpi Apuane, raggiungibile da Carrara da cui dista solo 7 km dalla antica strada statale n.446 di Fosdinovo.
Il suo comprensorio confina con i comuni di Fivizzano a nord, di Fosdinovo a nord-ovest e di Ortonovo a ovest.

## Storia
Con certezza si sa che già dai tempi del neolitico esistevano nella zona insediamenti umani, questo lo dimostrano i ritrovamenti di asce di diverse dimensioni in pietra verde levigatissima in località Gabellaccia, poco sopra Castelpoggio.
Probabilmente fin dai tempi della Repubblica romana fu molto legata a Luni (nell'antichità erano famosi i formaggi con il marchio della luna), e nei primi anni del millennio fece parte di un sistema difensivo curtense di cui ancora oggi si possono vedere alcuni ruderi, probabilmente fu un "castrum" bizantino a difesa proprio di Luni contro l'espansionismo dei longobardi.
Ha una storia secolare, il primo documento storico che lo riguarda è datato 997 a.C. La data di questo storico anno è stata adottata come compleanno del paese anche se sicuramente l'insediamento esisteva già da tempo. Nel 1997 per i festeggiamenti dei mille anni del paese è stata affissa una lapide commemorativa sul portale del campanile della chiesa. Sulla lapide vi è inciso il testo del documento di vendita tratto dal Codice Pelavicino. Unico tra i paesi a monte del carrarese ad essere stato nominato comune, come risulta da antichi documenti del milleduecento. Anticamente fu via di transito per i pellegrini che viaggiavano verso la Lunigiana ed i valichi Appenninici, per questo fu sede dell'Hospitale.
Durante la seconda guerra mondiale, data la sua vicinanza alla Linea Gotica, il paese fu teatro di sanguinosi rastrellamenti e rappresaglie nazifasciste. Tra marzo 1944 e aprile 1945 nei vari massacri occorsi a Castelpoggio, furono uccisi complessivamente 33 civili ed incendiato l'abitato intero.

## Società

### Evoluzione demografica
Abitanti censiti